# Trình Minh Thế
Trình Minh Thế (né en 1922 et mort le 3 mai 1955) est un leader nationaliste et militaire vietnamien de la fin de la première Guerre d'Indochine et au début de la Guerre du Viêt Nam,. 

## Jeunesse
Thế est né dans la province de Tây Ninh et a grandi dans la religion Cao Đài. Il a été formé à l'école d'officier militaire par les kenpeitai japonais lorsque le Japon a commencé à utiliser les troupes Paramilitaires de Cao Đài. En 1945, il était officier dans la milice de Cao Đài. 

## Carrière
En juin 1951, Thế rompt avec la hiérarchie de Cao Đài et emmène avec lui environ 2 000 soldats pour former sa propre milice, le Liên Minh, vouée à la lutte à la fois contre les Français et le Việt Minh. Le père de Thế et l'un de ses frères ont formé leur propre groupe militaire dans le Liên Minh et ont été tués au combat par Việt Minh. 
La milice de Thế a été impliquée dans une série d'attentats terroristes à Saigon de 1951 à 1953; qui étaient alors imputés aux communistes. Ils pourraient également être responsables de l'assassinat du général français Charles Chanson à Sa Đéc le 31 juillet 1951. 
En 1954, le conseiller militaire américain Edward Lansdale a négocié avec Thế pour utiliser sa milice pour soutenir Ngô Đình Diệm et l'ARVN. Le 13 février 1955, les troupes de Thế sont officiellement intégrées à l'armée sud-vietnamienne, où il prend le grade de général. Il a conduit le Liên Minh dans une marche triomphale à Saigon. 
Par le biais de Lansdale, les États-Unis ont continué de financer Thế et d'autres groupes caodaistes. Cependant, alors que le gouvernement sud-vietnamien faiblissait, de nombreux chefs de milice ont déclaré leur opposition ouverte à Diệm et ont commencé une tentative de coup d'État. La loyauté de Thế à ce stade n'était pas claire, et il n'était pas clair non plus si les États-Unis avaient l'intention de soutenir Diệm contre les rebelles. Certains ont dit que Thế pourrait remplacer Diệm. Cependant, lorsque les Liên Minh sont entrés à nouveau à Saigon, cela semblait être en réponse à l'appel de dernière minute de Lansdale qui leur demandait de protéger Diệm.
En 1955, il signe la reddition de son armée  en présence du commandant Georges Hillion (spahis marocain) représentant les autorités françaises, et également en présence des américains.

## Mort
Le 3 mai 1955, alors qu'il se tenait près de sa jeep militaire, Thế a été abattu à l'arrière de la tête par un tireur d'élite. Le meurtre n'a jamais été résolu, certains blâmant les Français (qui avaient juré de tuer Thế depuis plusieurs années) et d'autres blâmant le gouvernement sud-vietnamien. 
Trình Minh Sơn, le fils de Thế, affirme que son père a été tué avec un pistolet à bout portant. Il affirme également qu'il a été abattu par deux balles et non par une seule, comme l'ont déclaré les médias officiels. Son fils dit qu'il était possible que Thế ait été assassiné par le gouvernement sud-vietnamien pour l'empêcher de former la base d'une éventuelle opposition au gouvernement. 

## Voir également
- Un Américain bien tranquille (1955)